# Luis Molowny
Luis Molowny Arbelo (ur. 12 maja 1925 w Santa Cruz de Tenerife, zm. 12 lutego 2010 w Las Palmas de Gran Canaria) – hiszpański piłkarz grający na pozycji napastnika i trener piłkarski.
W czasie kariery zawodniczej grał w CD Tenerife (1943–1944), Marino FC (1944–1946), Realu Madryt (1946–1957) i UD Las Palmas (1957–1958). W barwach reprezentacji Hiszpanii zagrał siedem razy, strzelił dla niej dwa gole, był też członkiem kadry na mistrzostwa świata w 1950 r.
Jako trener trzykrotnie prowadził UD Las Palmas (1958, 1960 1967–1970), czterokrotnie Real Madryt (1974, 1977–1979, 1982, 1985–1986) oraz reprezentację Hiszpanii (1969).

## Osiągnięcia

### Zawodnik
Real Madryt
- Mistrzostwo Hiszpanii: 1953/54, 1954/55, 1956/57
- Puchar Króla: 1946/47
- Copa Eva Duarte: 1948
- Puchar Europy: 1955/56, 1956/57
- Puchar Łaciński: 1955, 1957

### Trener
Real Madryt
- Mistrzostwo Hiszpanii: 1977/78, 1978/79, 1985/86
- Puchar Króla: 1973/74, 1981/82
- Puchar Ligi: 1984/85
- Puchar UEFA: 1984/85, 1985/86